# Ноймарк (Бранденбург)
Но́ймарк (нем. Neumark — «Новая марка», «Новая мархия») — историческая область на территории современной Польши, провинция Бранденбургской марки. Название, предположительно, связано с названиями других провинций Бранденбургской марки — Альтмарк (Старая марка, Старая Мархия, ныне в земле Саксония-Анхальт) и Миттельмарк (Средняя марка, Средняя Мархия).
Ноймарк занимает территорию к востоку от среднего Одра. Территория ограничивается на юге горизонтальной линией рек Варты и Нотеца, на западе рекой Одра до города Видухова (Западно-Поморское воеводство), на востоке по берегам реки Дравы, на севере клином выдаётся в среднее Поморье, охватывая свидвинские земли в Западно-Поморском воеводстве. Северная граница с Померанией проходит к югу от линии Реч-Старгард-Щецин. В настоящее время разделён между Западно-Поморским воеводством и Любушской землёй. Ноймарк как историческую территорию не следует путать с топонимами Восточный Бранденбург (часть прусской провинции Бранденбург, которая лежит к востоку от Одра и Ныса-Лужицка и отошла Польше в 1945 году) и Любушская земля (территория в административных границах Любушского воеводства, где с 1124 по 1555 годы находилась католическая «Лебуская епархия»).
Исторический Ноймарк образовался в результате продвижения асканийских маркграфов до конца XIII века на поморские и польские земли за Одером по северному берегу Варты и Нотеции на восток до верховий Реги и за Драву. Изначально называлась Землёй или Маркой Заодрянской (лат. terra trans Oderam или terra transoderana), с начала XV века Новой Маркой как пограничная провинция Бранденбурга после Альтмарка и Миттельмарка.

## История
В 966 году при Мешко I эта территория вошла в состав Польши. Мешко I и его преемники продолжили расширение владений на земли славянских племён к северу и западу от Одра. Например, в 1124/1125 году Болеслав III Кривоустый учредил Лебускую епархию с подчинением архиепископству Гнезненскому для предотвращения перехода территории под контроль Генриха V и Магдебургской архиепископии. После смерти Болеслава Любушской землей в течение 111 лет правили силезские пясты. В 1248/1249 годах Болеслав II Рогатка передал эту территорию архиепископу Магдебургскому в обмен на получение финансовой помощи для ведения боевых действий в ходе гражданской войны в Силезии. Маркграфство Бранденбург во второй половине XIII века постепенно усиливало своё влияние в регионе, пока в 1287 году территория Любушской епархии не перешла под власть асканийцев, однако до 1424 года Любушская епархия входила в состав Гнезненской архиепископии. В 1555 году во время Реформации Любушская архиепископия была секулязирована и распущена. После пресечения династии асканийцев маркграфство Бранденбург с 1320 по 1415 годы находилось в условиях экономической и политической нестабильности, что привело к продаже Ноймарка Тевтонскому ордену.

### Во владении Тевтонского ордена

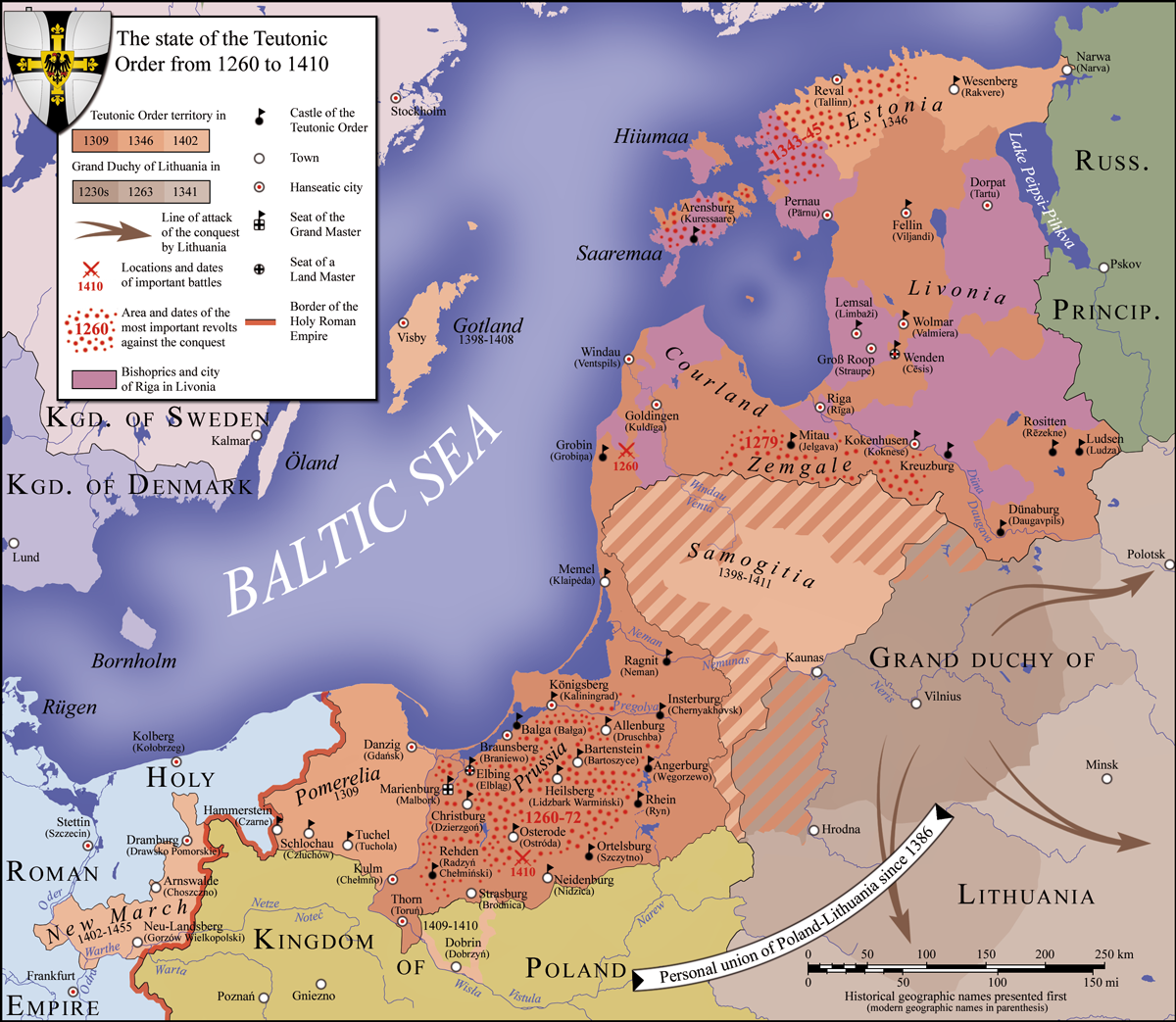
Ноймарк (Новая марка) как самая западная часть Государства Тевтонского ордена

Во второй половине XIII-го века Бранденбургское курфюршество включало в себя Ноймарк вдоль реки нижняя Варта. В 1374/1388 годах лорды Веделя передали полученные ими в 1328 году как феоды города Шифельбайн и Фалькенбург с прилегающей территорией (самая северная оконечность Ноймарка) Государству Тевтонского ордена, их восточному соседу.
29 сентября 1402 года Сигизмунд Люксембург, король Венгрии и курфюрст Бранденбурга, унаследовавший Ноймарк после смерти своего брата Иоганна Герлицкого в 1396 году, заложил весь Ноймарк (кроме земли Тожима) Тевтонскому ордену. После Первого Торуньского мира (1411) Великий Магистр ордена Генрих фон Плауэн намеревался заложить Ноймарк польскому королю и подготовил соответствующий договор. Однако дворяне Ноймарка на основании своих привилегий владения воспрепятствовали ратификации договора.
8 сентября 1429 года Тевтонский орден приобрёл территорию у Сигизмунда Люксембургского уже как полную собственность. В феврале 1454 года Орден был на грани вступления в Тринадцатилетнюю войну после восстания Прусского союза, который был в союзе с Королевством Польским. Военная и финансовая слабость Ордена привела к острой необходимости в деньгах для привлечения и оплаты наёмников. С этой целью в 1454 году Великий магистр Людвиг фон Эрлихсхаузен заложил Ноймарк Бранденбургу, а многие его прусские владения — группам наёмников. В 1455 году Ноймарк окончательно перешёл обратно в собственность Бранденбурга.

### Второй период владения Бранденбургом
К концу XV века к Ноймарку были присоединены территории к востоку от Одра (Кросненское княжество и Сулехув). C 1535 по 1571 годы после раздела Бранденбурга Ноймарк был независимым владением. В последующие два столетия имел административную автономию с собственной военно-доменной камерой и церковными властями. После Венского конгресса 1815 года Ноймарк был расформирован: районы вокруг Дравско-Поморске и Свидвин вместе с северной частью района вокруг Хощно перешли к Померании. Большая часть Ноймарка вместе с Нижней Лужицей образовала административный округ Франкфурт, куда вошла восточная часть Бранденбурга. В 1938 году к нему были присоединены районы вокруг Сквежина, Мендзыжеча и северная часть района вокруг Бабимоста, при этом исторические ноймарские земли вокруг Хощно и «округ Фридеберг» были переданы Померании.

### После Второй мировой войны
После Второй мировой войны все земли Бранденбурга (получившие название Восточный Бранденбург) восточнее линии Одер — Нейсе перешли под контроль Польши. Из этих территорий было сформировано Любушское воеводство со столицей в Гожув-Велькопольски. В 1950 году оно было преобразовано в Грюнбергское воеводство, куда включили семь нижнесилезских районов. При этом к Померании были присоединены такие ноймаркские районы как Хойна и Мыслибуж (иными словами, продолжалось смещение территории региона на юг в течение нескольких столетий). В ходе административной реформы 1975 года регион разделили на два небольших воеводства — Грюнбергское и Гожувское воеводство. В 1998/1999 годах воссоздано Любушское воеводство, которое соответствует границам первоначального Любушского воеводства 1950 года и Восточного Бранденбурга.